# Analcime
L’analcime est une espèce minérale du groupe des silicates (sous-groupe des tectosilicates), composée de sodium hydraté et d'aluminium. Sa formule chimique est NaAlSi2O6·H2O, avec des traces de potassium et de calcium pouvant se substituer au sodium.
L'analcime forme une série avec la pollucite et une série avec la waïrakite (en). Elle fait partie de la famille des zéolites, bien que beaucoup la considèrent encore comme un feldspathoïde du point de vue structurel et chimique.

## Inventeur et étymologie
Décrite par René Just Haüy en 1797, elle tire son nom du grec "an" (= non) et "alkinos" (= robuste).

## Topotype
On la trouve dans les îles des Cyclopes (province de Catane, Sicile, Italie), d'où elle fut rapportée par Déodat Gratet de Dolomieu.

## Cristallographie
C'est un minéral polymorphe agréé par l'I.M.A., qui cristallise dans six des sept systèmes cristallins : cubique, tétraédrique, trigonal, orthorhombique, monoclinique (1988) et triclinique.

## Gîtologie
L'analcime se présente comme minéral primaire dans le basalte et dans d'autres roches ignées alcalines. On la trouve également en remplissage dans des cavités et des vacuoles de basalte, associée à la prehnite, à la calcite et aux zéolites. C'est aussi un produit de l'altération de la néphéline et de la sodalite, présentes dans les syénites néphéliniques. On la trouve aussi dans des roches sédimentaires telles que les grès, les évaporites, avec de la calcite ou des zéolites, ainsi que dans des roches volcano-détritiques.

## Synonymie
- analcidite (C. Hintze 1897)[6]
- analcine [7]
- cubicite (Abraham Gottlob Werner 1804)[8]
- cuboïte (Johann August Friedrich Breithaupt) ce terme peut également désigner la chabazite[9].
- euthalite (H. M. Th. Esmark, 1874)[10]
- zéolithe dure (Dolomieu) [11]

## Variétés
- la césium-analcime (Cesian Analcime des anglo-saxons) est une variété riche en césium qui apparaît comme produit de dégradation de la pollucite. Elle existe à la mine Tanco, à Lac-du-Bonnet (Manitoba, Canada)[12], et dans le parc naturel de Yellowstone (Wyoming, États-Unis)[13].
- l'eudnophite, (Paul Christian Weibye, 1850) est une variété d'analcime présentant une très forte réfraction, trouvée sur l'île de Lamøya près de Brevik en Norvège[14],[15].

Il existe aussi des variétés synthétiques :
- l'argento-analcime (syn. Ag-analcime) ;
- la germanate-analcime : le germanium remplaçant le silicium de formule : NaAlGe2O6·H2O.

## Gisements remarquables
- Canada

Carrière Poudrette, Mont Saint-Hilaire, Comté de Rouville, Québec (passe pour avoir donné d'excellents échantillons de cette espèce).
Cape D'Or, Bay of Fundy, Cumberland Co., Nouvelle-Écosse.
- France

Prudeux, Saint-Babel, Issoire, Puy-de-Dôme, Auvergne
L'Hermie, Port-d'Agrès, Decazeville, Aveyron, Midi-Pyrénées
La Martinique  et les îles Kerguelen.
- Italie

Îles des Cyclopes, Province de Catane, Sicile (Topotype de l'espèce)
Val di Fassa, Province de Trente, Trentino-Alto Adige

On trouve des gisements d'analcime répartis sur l'ensemble de la planète : Victoria en Australie, dans le district du cuivre près du lac Supérieur au Michigan, Bergen Hill, New Jersey, Golden aux États-Unis, en Islande.

## Galerie

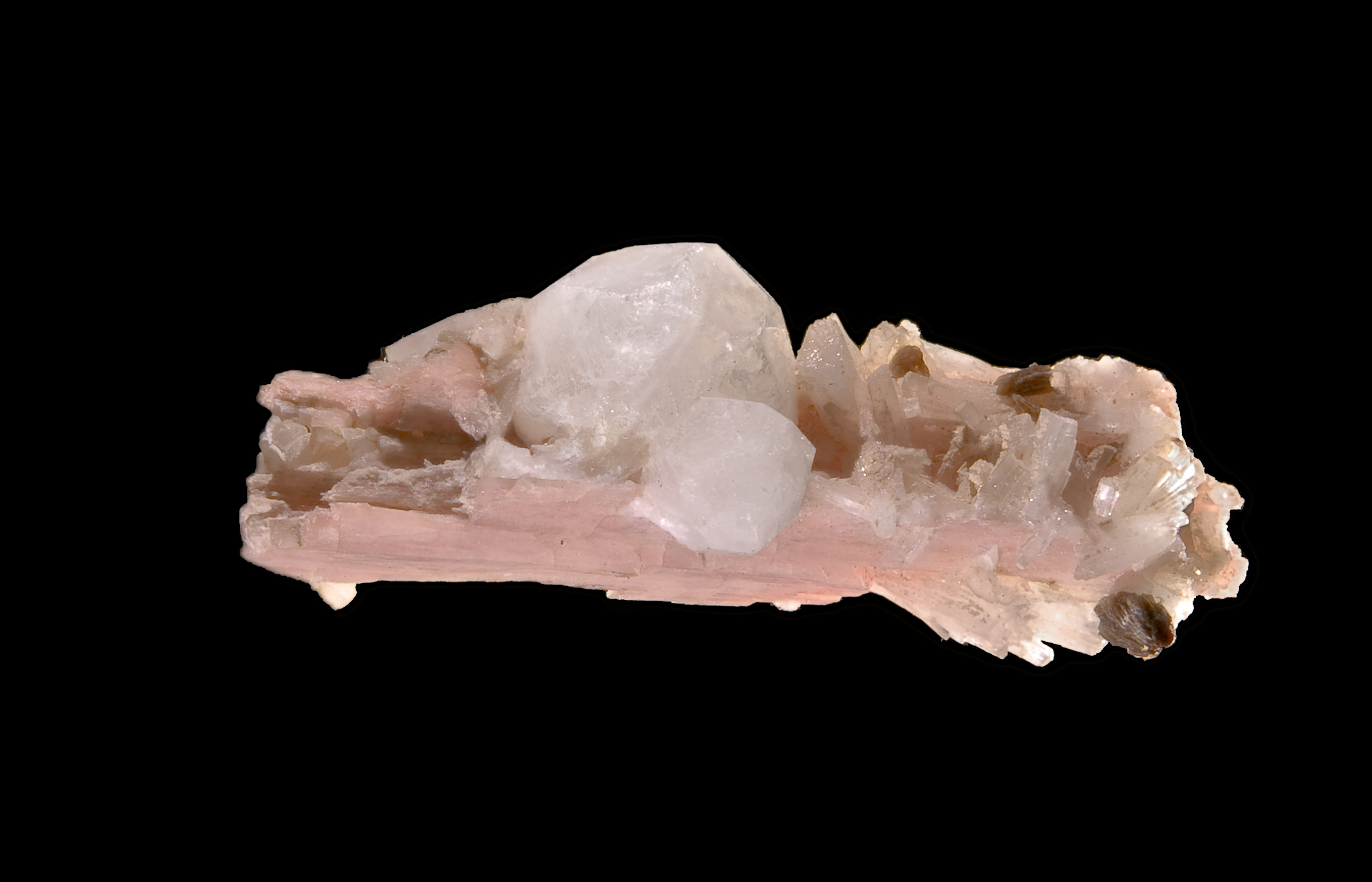
Analcime sur sérandite du mont Saint-Hilaire, Québec (4,8 × 2 cm).
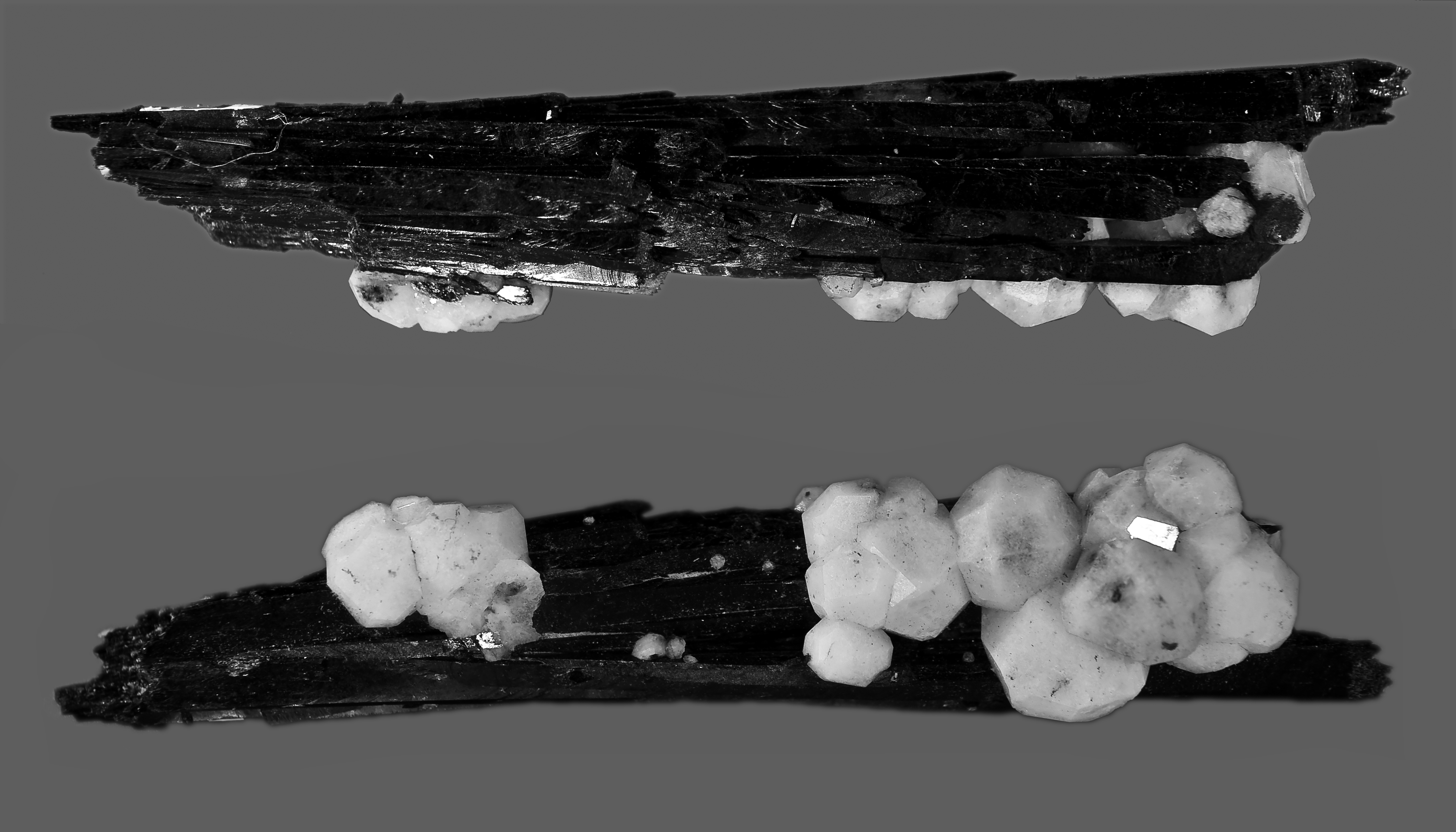
Analcime sur aégirine du mont Saint-Hilaire, Québec
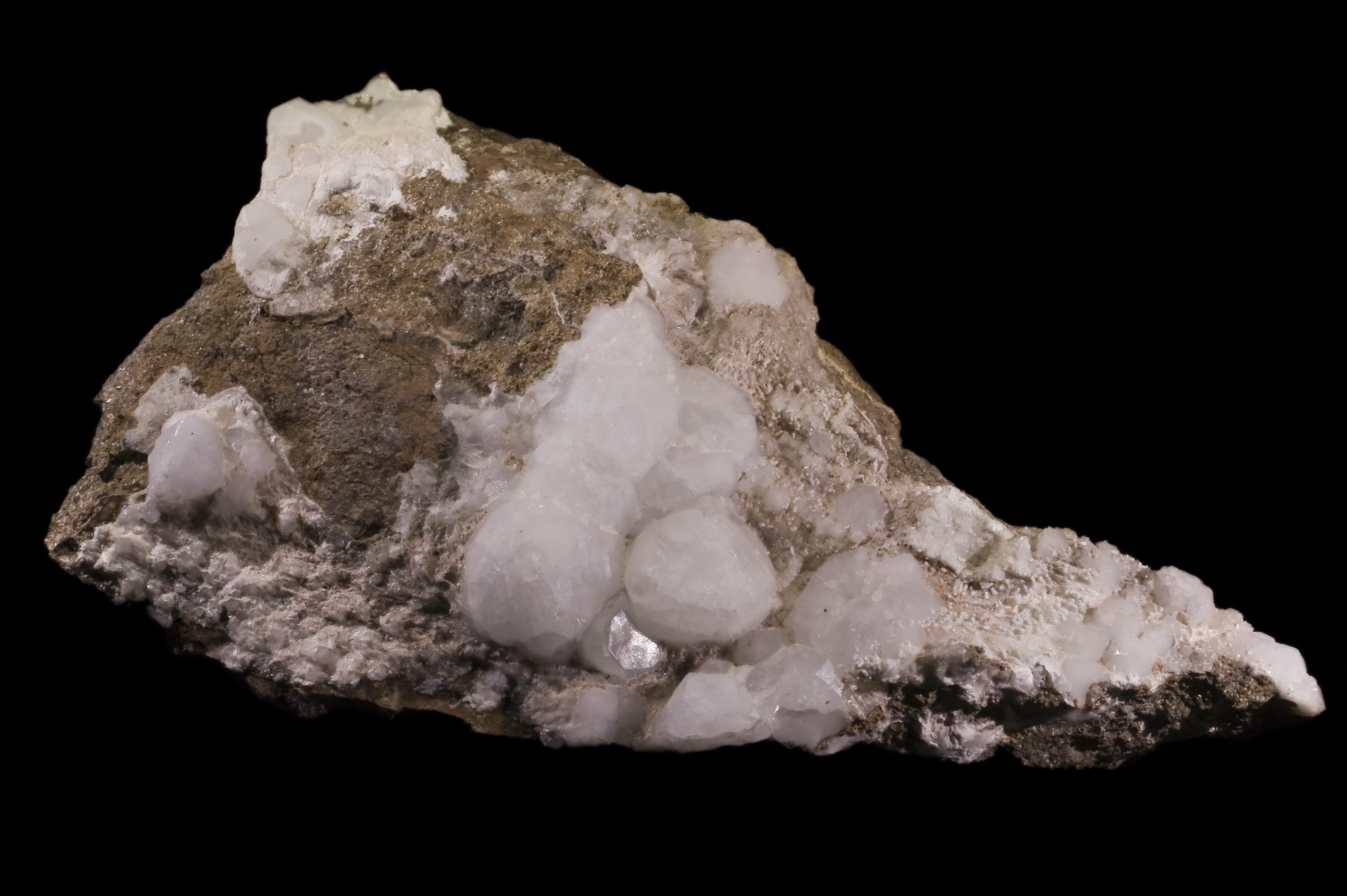
Analcime avec chabazite, apophyllite et mordénite, Martinique (36 × 18 cm)
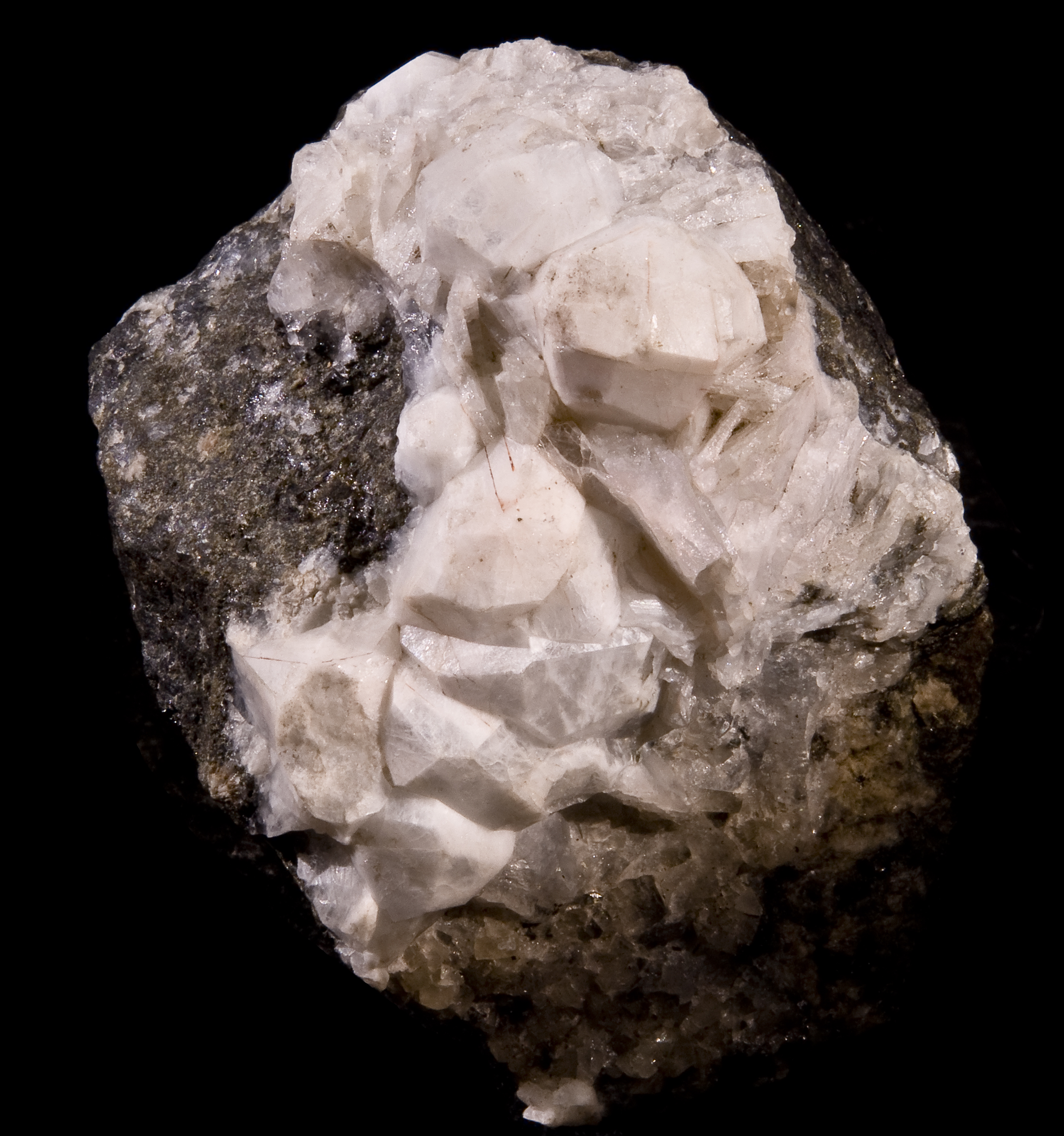
Analcime - Drio le Pale, Val di Fassa, Italie (6,2 × 4,4 cm)

## Utilisation
- L’analcime est un bon engrais et décontaminant des sols. Son utilisation dans l'agriculture et l'élevage est très large : elle est utilisée dans un élément nutritif pour la croissance des animaux d'élevage, et dans l'aquaculture pour la lutte contre les champignons et les bactéries.
- Elle sert pour la fabrication du "Silicagel" (petites sphères utilisées comme agent de dessiccation industriel).

## Critères de détermination
- Elle fond au chalumeau, en colorant la flamme en jaune et en donnant un verre transparent.
- Au chauffage en tube fermé, libération d'eau.
- Elle est soluble dans les acides, laissant un gel de silice dans l'acide chlorhydrique.
- Elle peut être confondue avec la leucite, mais celle-ci ne fond pas.